# Гафіло (циклон)
Циклон «Гафіло» (англ. Cyclone Gafilo) — найінтенсивніший тропічний циклон із коли-небудь зареєстрованих у південно-західній частині Індійського океану і найінтенсивний тропічний циклон у всьому світі в 2004 році. Будучи надзвичайно великим та інтенсивнии, Гафіло був найсмертоноснішим і найруйнівнішим циклоном сезону циклонів на південному заході Індійського океану 2003—2004 років. Згідно з міжнародною базою даних EM-DAT, Гафіло вбив щонайменше 363 людини. Гафіло також завдав збитків на Мадагаскарі близько 250 мільйонів доларів США (за курсом 2004 року), що робить його одним із найруйнівныших штормів, які вразили країну за достовірними данними.
Утворившись на південь від Дієго-Гарсії, 3 березня він посилився до помірного тропічного шторму. Через день Гафіло став тропічним циклоном, а 6 березня врешт-решт посилився до тропічного циклону 5-ї категорії, перш ніж рано-вранці наступного дня вийти на берег над Мадагаскаром. Перетнувши острів, Гафіло вийшов у Мозамбіцьку протоку і 9 березня знову вийшов на Мадагаскар. Після триденного циклу по суші система повернулась до Індійського океану 13 березня, а 14 березня стала субтропічною депресію. Потім Гафіло став позатропічним циклоном і на наступний день і 18 березня розсіявся.

## Метеорологічна історія

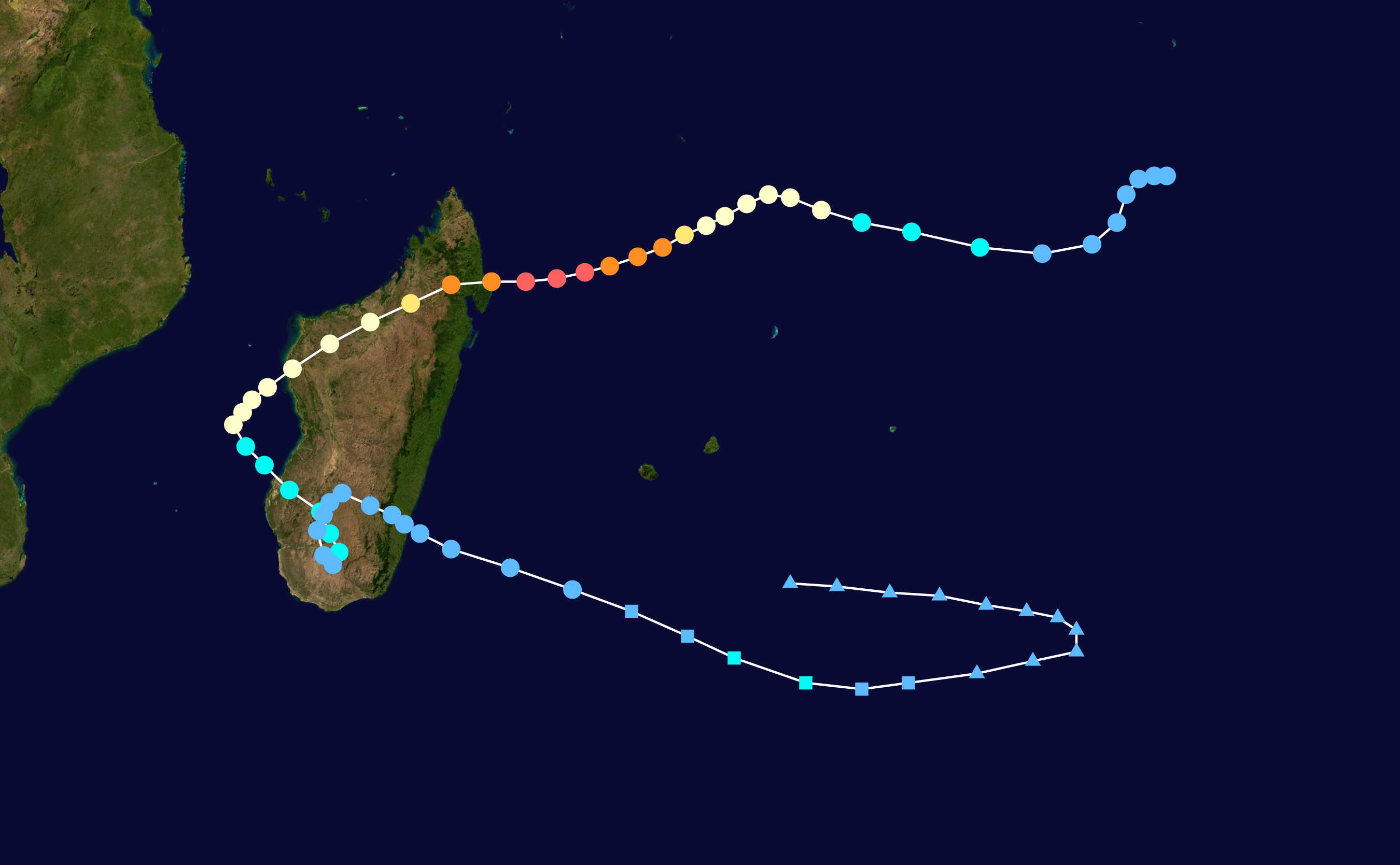
Карта шляху і інтенсивності Циклону Гафіло за шкалою Саффіра–Сімпсона

29 лютого на південь від Дієго-Гарсії утворилась зона низького тиску, і Météo-France La Réunion (MFR) модернізував ідентифіковану систему до тропічного збурення наступного дня. 2 березня, хоча центр був відкритий через помірний східний вертикальний зсув вітру, Об'єднаний центр попередження про тайфуни (JTWC) видав попередження про утворення тропічного циклону в системі, яка була розташована на північ від субтропічного хребта, на основі покращеної організації глибокої конвекції. Однак його тимчасове прискорення в цей день зменшило вертикальний зсув вітру. Оскільки 3 березня центр потрапив під організовану глибоку конвекцію, система посилилась у тропічну депресію, а потім у помірний тропічний шторм, якому субрегіональний консультативний центр з тропічних циклонів на Маврикії дав назву Гафіло, незадовго до того, як MFR навіть підвищив Гафіло до згодом сильний тропічний шторм. Коли система сповільнилася і відстежувала північний-захід уздовж північної периферії субтропічного хребта, вона досягла 1-ї категорії за шкалою ураганного вітру Саффіра-Сімпсона пізно 3 березня. Повна картина циклону з 4 по 8 березня, коли він рухався через південно-західну частину Індійського океану, була записана TRMM за допомогою супутникових знімків. TRMM (Tropical Rainfall Measuring Mission) — спільна місія NASA та японського космічного агентства JAXA.

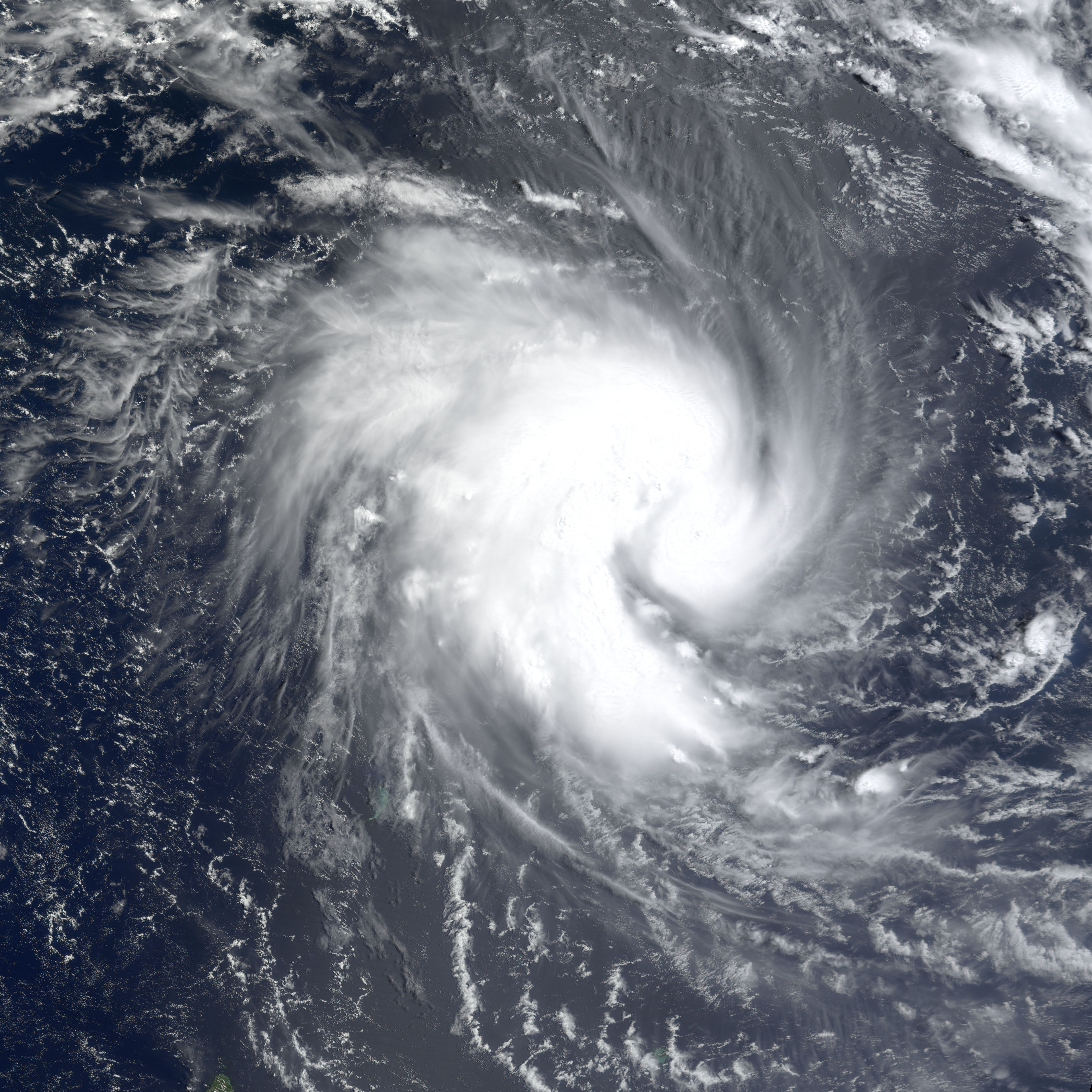
Тропічний циклон Гафіло 3 березня

Хоча сухе повітря значно зменшило глибоку конвекцію 4 березня, MFR модернізував Гафіло до тропічного циклону через утворення ока, коли система почала розширювати свою циркуляцію за годинниковою стрілкою і рухатися з заходу на південний захід. Завдяки подвійним каналам відтоку Гафіло зазнав швидкого посилення і досяг 4-ї категорії сили за шкалою вітру урагану Сафіра-Сімпсона 5 березня, оскільки MFR також підвищив Гафіло до інтенсивного тропічного циклону пізно того ж дня. 6 березня, окрім теплої температури поверхні моря вище 29 °C, нетиповий третій канал відтоку із заходу створив умови для циклону більш сприятливими. Таким чином, MFR покращив Гафіло до дуже інтенсивного тропічного циклону з дуже чітко окресленим круговим і теплим оком діаметром 20 морських миль (37 км; 23 милі) у 06Z, коли він також досяг 5 категорії сили за шкалою вітру урагану Саффіра-Сімпсона. У 12 Гафіло досяг своєї пікової інтенсивності завдяки десятихвилинному максимальному тривалому вітру, який досягав 125 вузлів (230 км/год, 145 миль/год) і атмосферному тиску, який знизився до 895 гПа (26,4 дюйма рт.ст.), хоча мікрохвильові зображення показали, що розпочався цикл заміни очної стінки.
Невдовзі після деякого ослаблення через взаємодію з землею, Гафіло вийшов на берег поблизу Анталахи, Мадагаскар, рано 7 березня. На відміну від інших штормів, сухопутна западина поступово слабшала через її надзвичайно велику циркуляцію, через що зовнішня частина все ще залишалася в морі. Того дня Гафіло простежив більше на південний захід уздовж північно-західної периферії субтропічного хребта, розташованого на південний схід. Перед полуднем 8 березня Гафіло прибув до Мозамбіцької протоки як помірний тропічний шторм, найсильніший вітер якого був у північному секторі. 9 березня Гафіло став майже нерухомим, а потім простежив на південний схід уздовж західної периферії субтропічного хребта, розташованого на сході. MFR модернізував систему до сильного тропічного шторму, що підтверджується даними спостережень з малагасійських станцій опівдні; однак JTWC проаналізував, що сила шторму стала нижчою за 1 категорію за шкалою вітру урагану Сафіра-Сімпсона в той самий час у їхніх найкращих даних.
Пізно 9 березня Гафіло вийшов на берег на північ від Моромбе, Мадагаскар, і система почала робити триденний цикл за годинниковою стрілкою над південною частиною Мадагаскару. Оскільки система ще більше ослабла після виходу на берег, JTWC проаналізував, що Гафіло розсіявся по суші пізно 11 березня, а також MFR випустило останнє попередження про сухопутну депресію, яка почала відстежуватися на південний схід на початку 12 березня. Як не дивно, MFR знову почав видавати попередження щодо повністю дезорганізованої системи опівдні 12 березня, оскільки очікувалося, що центр залишків повернеться в океан. Пізно того ж дня JTWC оприлюднила попередження про утворення тропічного циклону через покращену глибоку конвекцію над центром низького рівня циркуляції, що знаходиться на полюсі відтік і слабкий вертикальний зсув вітру.
Рано 13 березня Гафіло прибув до Індійського океану як тропічна депресія; JTWC скасував попередження про утворення тропічних циклонів у системі через менш організований центр циркуляції низького рівня та помірний вертикальний зсув вітру. 14 березня Гафіло перемістився в субтропічну западину на південь від Реюньйону, коли глибока конвективна активність посилювалася з кращою організацією невеликого скупчення над центром циркуляції низького рівня завдяки гарному розходженню верхнього рівня та теплої поверхні моря. температура від 26 до 29 °C. Після досягнення незначного піку інтенсивності в субтропічний період наприкінці 14 березня, Гафіло почав стеження на схід і перейшов у позатропічну депресію 15 березня. Завдяки забудові субтропічного хребта, розташованому на південному заході, позатротропічна западина сповільнилася і 16 березня повернула на північний захід. Після повільного ослаблення система повністю зникла 18 березня.

## Наслідки

### Мадагаскар

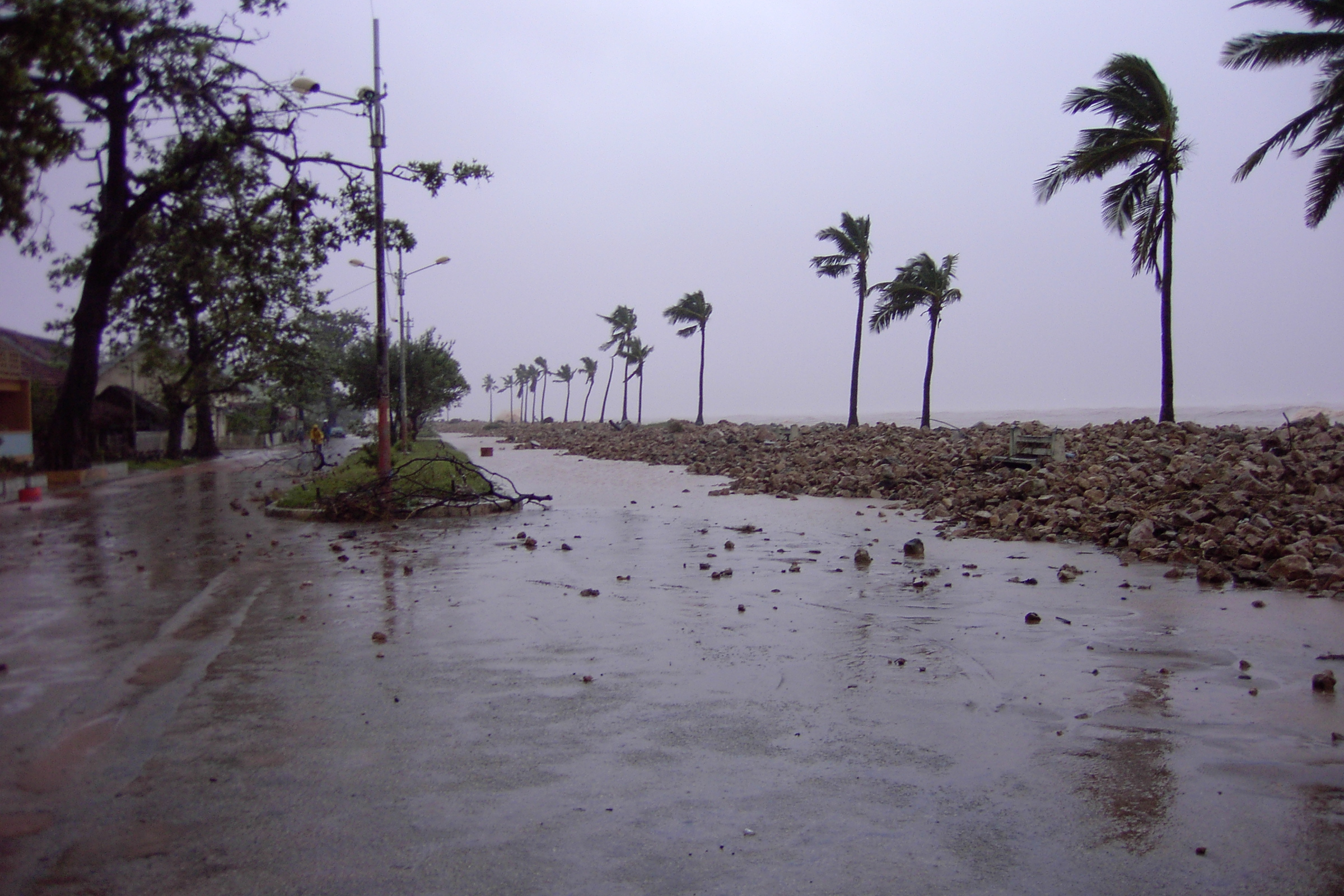
Зруйнована берегова лінія Махаджанги, Мадагаскар

Гафіло викликав сильний вітер і проливні опади над Мадагаскаром. Через півдня після першого виходу на сушу 7 березня поблизу Махаджанги все ще спостерігалися ураганні вітри. Коли Гафіло був реорганізацією в Мозамбіку каналу, 190 мм (7,5 дюйма) опадів був записаний в Maintirano 9 березня, а також 242 мм (9,5 дюйма) був записаний в Tôlanaro в той же день. Під час свого триденного циклу по суші «Гафіло» приніс 238 мм (9,4 дюйма) у Морондаву 11 березня.
Оскільки Еліта вже вразила Мадагаскар місяць тому, збитки від Гафіло спричинили надзвичайної руйнації в країні. Національна рада порятунку в Антананаріву повідомила про 237 загиблих, 181 зниклих безвісти, 879 поранених і 304 000 бездомних (174 000 лише в Анталазі). Було зруйновано понад 20 тис. будинків, а також пошкоджено 413 громадських будівель і 3400 шкіл, у тому числі 1400 шкіл повністю зруйновано. За оцінками Організації Об'єднаних Націй, постраждалих 700 000 людей, 280 000 з яких потребують невідкладної допомоги.
Незважаючи на те, що він розташований за 300 км (190 миль) на північ від центру Гафіло, аварія порома «Самсон» все ж сталася в ніч на 7 березня біля північно-західного порту Махаджанга. Вузька, але сильна смуга Гафіло спричинила дуже важкі умови на морі, через що пором вийшов з ладу двигуна та одразу після цього перекинувся. Хоча кількість загиблих залишається невизначеною, офіційно на борту перебували 120 людей, і лише троє людей дісталися до берега, виживши після корабельної аварії. На момент затоплення пором прямував на Мадагаскар з Коморських островів.
В Анталах ціни на продукти харчування виросли на 35 %, а гавань була сильно пошкоджена і не працювала. Дороги та мости, що з'єднували місто з околицями, були недоступними, електрика, вода та телефонні лінії були перерізані. Загалом на Мадагаскарі головною шкодою, завданою Гафіло, було подальше затоплення величезних територій на півночі, північному заході та південному заході; Там, де були великі, повені завдали серйозної шкоди посівам ванілі, рису та бананів. У багатьох місцях очікувалося, що врожай буде повністю втрачений.
Крім того, постраждав і видобуток креветок . Деякі з постраждалих територій збігалися з районами, які постраждали від Еліти, а запаси та ресурси в багатьох областях вже були вичерпані. За відсутності негайної реакції, зростання захворювань, що передаються через воду, таких як малярія та діарея, могло статися негайно, тоді як спалахи холери очікуються протягом найближчих 6—8 тижнів.

### Інші острови
Іншим островам у південно-західній частині Індійського океану було завдано мінімальних збитків, але опади були дуже сильними. Далеко від центру Гафіло 393 мм (15,5 дюйма) було зафіксовано на Реюньйоні протягом 48 годин, а 159 мм (6,3 дюйма) було зафіксовано на Сейшельських островах 4 березня. У точці за 160 км (99 миль) на південь від Гафіло, десятихвилинний максимальний тривалий вітер становив 49 вузлів із піковим поривом 66 вузлів, зафіксованим на острові Тромелін. Протягом 7 і 8 березня на Майотті було зафіксовано від 100 до 275 мм опадів (3,9 і 10,8 дюйма).